# Alexander Sachs
Alexander Sachs (Raseiniai, 1893. augusztus 1. – 1973. június 23.) amerikai közgazdász és bankár. 1939 októberében átadta az Einstein–Szilárd-levelet Franklin D. Roosevelt elnöknek, amely azt javasolta, hogy az atommaghasadási kutatásokat nukleáris fegyverek gyártása céljából folytatni kell, ha azok megvalósíthatónak bizonyulnak, tekintettel arra, hogy a náci Németország is így fog tenni. Ez vezetett az Egyesült Államokban a Manhattan terv kezdeményezéséhez.

## Életútja
A litvániai Rossienben született. 1904-ben az Egyesült Államokba költözött, hogy csatlakozzon testvéréhez, Joseph A. Sachshoz, aki fontos szerepet játszott a továbbtanulásában. Tanulmányait a New York-i Townsend Harris High Schoolban, a New York-i City College-ban és a Columbia Egyetemen végezte. 1913-ban csatlakozott a bostoni székhelyű Lee, Higginson & Co. befektetési bank önkormányzati kötvényekkel foglalkozó osztályához, de 1915-ben a Harvard College társadalomtudományi, filozófiai és jogtudományi graduate hallgatójaként tért vissza az oktatásba. Később a Princetoni Egyetem tanára volt.
1918 és 1921 között Louis Brandeis legfelsőbb bíró és az Amerikai Cionista Szervezet munkatársa volt, ahol a Közel-Kelet nemzetközi problémáival és az első világháborús békekonferenciával kapcsolatban végzett munkát.
1922 és 1929 között a Walter Eugene Meyer közgazdásza és befektetési elemzője volt, ahol vállalati felvásárlásokon dolgozott. Ezután megszervezte és igazgatója lett a Lehman Corporation, a Lehman Brothers újonnan alapított befektetési társasága Economics Investment Research részlegének. 1931-ben csatlakozott a Lehman igazgatótanácsához. 1936 és 1943 között alelnök volt, 79 éves korában bekövetkezett haláláig az igazgatótanács tagja volt.
1933-ban Sachs a National Recovery Administration gazdasági kutatási részlegének szervezője és vezetője volt. 1936-ban a Nemzetpolitikai Bizottság tagja volt. A háború alatt a Kőolajipari Háborús Tanács gazdasági tanácsadója és a Stratégiai Szolgálatok Hivatala igazgatójának különleges tanácsadója volt.
II. Erzsébet brit királynő lovaggá ütötte, és halálakor a Sir Alexander Sachs címet viselte.
Felesége Charlotte Cramer Sachs (1907–2004) feltaláló volt.

## Az atombomba
Robert Jungk leírja Sachs szerepét abban, hogy felhívta Roosevelt elnök figyelmét az atombomba lehetőségére:
"Majdnem tíz hétbe telt, amíg végül 1939. október 11-én Sachsnek sikerült bejutnia Roosevelt elnökhöz, hogy személyesen adhassa át neki a levelet, amit Szilárd Leó még augusztus elején írt, és Albert Einstein is aláírta. Hogy megbizonyosodjon róla, hogy az elnök valóban alaposan megfontolja a levél tartalmát ahelyett, hogy az olvasandó papírok kupacába dobja, Sachs személyesen felolvasta neki az egészet, és ezután még ismertette Szilárd Leó további szóbeli üzenetét, amely még részletesebben leírta a helyzetet.  A találkozó azonban messze nem volt olyan nagy hatással az elnökre, mint amire Sachs számított. Roosevelt, akit kifárasztott a hosszas erőfeszítés, hogy látogatóját kell hallgatnia, megpróbált teljesen elzárkózni az ügytől. Azt mondta a csalódott Sachsnek, hogy ugyan nagyon érdekesnek találta a megbeszélésüket, de a kormányzati beavatkozást még korainak tartja.
Sachsnek azonban a távozása előtt még sikerült vigasztalásképpen az elnök következő napi reggelijére meghívatnia magát. Sachs így emlékszik erre: "Azon az estén egy szemhunyásnyit sem aludtam, a Carlton Hotelben volt a szállásom (két blokknyira a Fehér Háztól). Nyughatatlanul fel-alá járkáltam a szobámban, és egy székben próbáltam aludni. Volt egy park nem messze a hoteltől. Három vagy négy alkalommal, azt hiszem, este 11 és reggel 7 között, a portás kisebb megrökönyödésére kimentem a hotelből, és átmentem a parkon. Ott leültem egy padra, és meditáltam. Mit tudnék mondani az elnöknek, hogy meggyőzzem hogy mellénk álljon egy olyan ügyben, ami már teljesen reménytelennek tűnik? Hirtelen, mint egy inspiráció, eszembe jutott a helyes ötlet. Visszatértem a hotelbe, lezuhanyoztam, és nemsokára ismét a Fehér Házban voltam."
Roosevelt egyedül ült a reggelizőasztalnál a tolószékében, amikor Sachs belépett. Az elnök ironikusan így szólt: "Milyen remek ötlete van most? Mennyi időt szeretne, hogy elmondja?"
Dr. Sachs azt válaszolta, hogy nincs sok időre szüksége.
"Csak egy történetet szeretnék elmondani Önnek. A napóleoni háború idején egy fiatal amerikai feltaláló felkereste a francia császárt, és felajánlotta neki, hogy épít egy olyan gőzhajóflottát, amellyel a szeszélyes időjárás ellenére átjuthatna Angliába. Hajók vitorlák nélkül? Ez olyan lehetetlenségnek tűnt, a nagy korzikainak, hogy nyomban elküldte Fultont. A brit történész Lord Acton szerint ez egy példája annak, hogy hogyan menekült meg Anglia egy ellensége rövidlátóságának hála. Ha Napóleon akkor több képzelőerővel és alázattal van megáldva, a XIX. század történelme talán másként alakul."
Miután Sachs elhallgatott, az elnök néhány percig csöndben maradt. Ezután írt valamit egy papírfecnire, és azt átadta egy szolgának, aki az asztal mellett várt. A szolga nemsokára visszatért egy dobozzal, amit Roosevelt utasítására elkezdett kicsomagolni. Egy üveg régi francia brandy volt benne, Napóleon idejéből, ami hosszú ideje a Roosevelt család birtokában volt. Az elnök még mindig csöndben megkérte a szolgálót, hogy töltsön ki két pohárral. Ezután megitta a sajátját, és biccentett Sachs felé, aki szintén ivott.
Ezután ezt mondta: "Alex, te azt szeretnéd, hogy a nácik ne robbantsanak fel minket?"
"Pontosan."
Ekkor Roosevelt behívta az attachéját, Edwin "Pa" Watsont, és - a Sachs által hozott dokumentumokra mutatva - megszólította azokkal a szavakkal, amik azóta híressé váltak:
"Pa, ez figyelmet követel!""

## Fordítás
Ez a szócikk részben vagy egészben  az   Alexander Sachs című angol Wikipédia-szócikk ezen változatának fordításán alapul.  Az eredeti cikk szerkesztőit annak laptörténete sorolja fel. Ez a jelzés csupán a megfogalmazás eredetét és a szerzői jogokat jelzi, nem szolgál a cikkben szereplő információk forrásmegjelöléseként.